# Raith Rovers Football Club
El Raith Rovers Football Club és un club de futbol escocès de la ciutat de Kirkcaldy, Fife. El club juga els seus partits a Stark's Park.

## Història

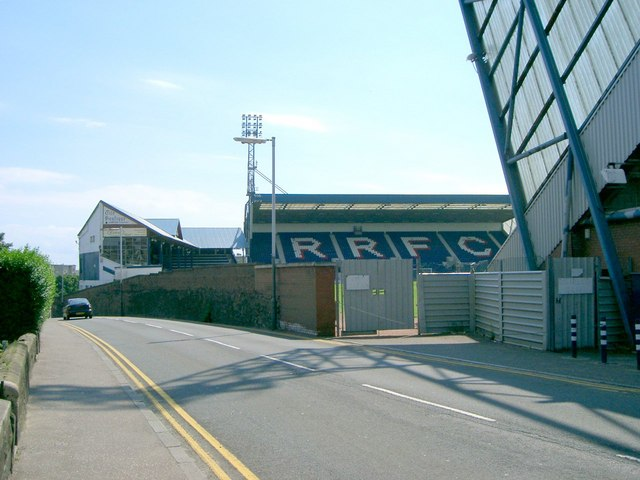
Stark's Park, seu del Raith Rovers

El club va ser fundat el 1883. El 1891 s'establí a Stark's Park. L'any 1913 fou finalista de copa, essent derrotat pel Falkirk F.C. per 2-0. El club destacà a la dècada de 1990 en la que guanyà el títol de First Division el 1991-92. La temporada 1994-95 es proclamà campió de la Copa de la Lliga. També ha jugat competicions europees.
El club vesteix samarreta blau fosc amb detalls blau clar.

## Palmarès
- Scottish First Division:
  - 1907-08, 1937-38, 1948-49, 1992-93, 1994-95

- Scottish Second Division:
  - 2002-03, 2008-09

- Scottish League Cup:
  - 1994-95

- Scottish Challenge Cup:[10]
  - 2013-14

- Scottish Qualifying Cup:[11]
  - 1906-07

- Fife Cup:[12]
  - 1891-92, 1893-94, 1897-98, 1898-99, 1905-06, 1908-09, 1914-15, 1920-21, 1921-22, 1922-23, 1924-25, 1929-30, 1947-48, 1950-51, 1955-56, 1956-57, 1961-62, 1966-67, 1967-68, 1968-69, 1971-72, 1975-76, 1980-81, 1986-87, 1989-90, 1990-91, 1992-93, 1993-94, 1994-95, 1997-98, 1998-99, 1999-2000, 2001-02, 2003-04, 2011-12
  - Compartit (4): 1952-53, 1954-55, 1959-60, 1965-66

- Wemyss Cup:[13]
  - 1897-98, 1900-01, 1903-04, 1904-05, 1905-06, 1914-15, 1920-21, 1938-39
  - Compartit (1): 1937-38

- Stark Cup:[14]
  - 1908-09, 1911-12
  - Compartit (2): 1909-10, 1910-11

- Penman Cup:[15]
  - 1905-06, 1908-09, 1911-12, 1922-23, 1923-24, 1936-37, 1947-48, 1958-59